# La Chapelle-Réanville
Chapelle-Réanville – miejscowość i dawna gmina we Francji, w regionie Normandia, w departamencie Eure. W 2013 roku populacja gminy wynosiła 1145 mieszkańców.
W dniu 1 stycznia 2017 roku z połączenia trzech ówczesnych gmin – La Chapelle-Réanville, Saint-Just oraz Saint-Pierre-d’Autils – utworzono nową gminę La Chapelle-Longueville. Siedzibą gminy została miejscowość Saint-Just.